# 人間文化学研究科
人間文化学研究科（にんげんぶんかがくけんきゅうか、英称：The Graduate School of Human Cultures）は、日本の大学院研究科のうち、人間行動学（地域文化学、比較文化学、言語学などの人文科学系統と心理学、福祉学などの社会科学系統）に関する高度な教育・研究を行う機構（研究大学院）の1つである。具体的な研究分野については人間文化学部も参照。また、人間文化研究科と研究科名称が近似（“学”があるない）している。

## 人間文化学研究科を置く大学
- 滋賀県立大学（2001年度～）
- 神戸学院大学（1994年度～）
- 甲子園大学（2001年度～2014年度）

## 人間文化学研究科と近似する研究科名称
- 奈良女子大学大学院 人間文化研究科
- 名古屋市立大学大学院 人間文化研究科
- 山梨英和大学大学院 人間文化研究科
- 南山大学大学院 人間文化研究科
- 京都ノートルダム女子大学大学院 人間文化研究科
- 桜花学園大学大学院 人間文化研究科
- 倉敷芸術科学大学大学院 人間文化研究科
- 長崎純心大学大学院 人間文化研究科

## 人間文化学研究科と類似する研究科名称
- お茶の水女子大学大学院 人間文化創成科学研究科

## 人間文化学を専攻できる他の研究科名称
- 県立広島大学大学院 総合学術研究科 人間文化学専攻